# Skláře u Mnichova
Skláře (deutsch Glaserau) ist ein ehemaliges westböhmisches Dorf und Grundsiedlungseinheit der Gemeinde Mnichov im Okres Domažlice in Tschechien.

## Geografie
Skláře liegt am Nordosthang des 877 Meter hohen Starý Herštejn etwa drei Kilometer südwestlich von Mnichov. Zwischen Pivoň und Vranov führt ein Weg etwa 500 Meter Richtung Südosten erst über Wiesen, dann durch ein Waldstück zur Wüstung des ehemaligen Dorfes Skláře.
Bei Skláře treten neben dem überall im Böhmerwald vorherrschenden Gneis auch Granit und Kalkstein auf.

## Geschichte
Da das Gebiet zuerst von Tschechen besiedelt war, sind die tschechischen Namen meistens als die ursprünglichen anzusehen. Der Ortsname Skláře ist von der Berufsbezeichnung sklář, das ist: Glasmacher, abgeleitet. Dieser Name wurde zunächst als Glasern, das heißt: bei den Glasern, ins Deutsche übersetzt, aus dem dann später Glaserau entstand. Dabei ist nicht klar, welches hier der ursprüngliche Name ist und welches die Übersetzung. Es gab auch Fälle, wo die tschechische und die deutsche Bezeichnung sich parallel zueinander entwickelten.
Glaserau wurde 1593 erstmals schriftlich erwähnt.
In der Steuerrolle von 1656, also 8 Jahre nach Ende des Dreißigjährigen Krieges, werden für Glaserau aufgezählt: 5 Bauern und an Vieh: 26 Gespanne, 22 Kühe, 13 Stück Jungvieh, 6 Schafe und 18 Schweine.
Nach dem Dreißigjährigen Krieg war Glaserau nach Schüttwa (Šitboř), St. Nikolaus, eingepfarrt.
1789 hatte es 13 Hausnummern, 1839 hatte es 17 Häuser und 96 Einwohner und 1919 19 Häuser und 121 Einwohner.
Es war nach Pivoň eingepfarrt und nach Valtířov (Waltersgrün) eingeschult und eingemeindet.
Heute wird Skláře als Teil von Vranov geführt und beim Katasteramt als Skláře u Mnichova mit 2,36 km2 angegeben.